# Wilhelm Otto Dietrich
Wilhelm Otto Dietrich (* 30. Juli 1881 in Senden bei Neu-Ulm; † 26. März 1964 in Berlin) war ein deutscher Paläontologe.
Er war der Sohn eines Mühlendirektors, ging in Ulm aufs Gymnasium und studierte von 1899 bis 1904 Geologie und Paläontologie an der TH Stuttgart und der Universität Tübingen, wo er 1903 bei Ernst Koken promoviert wurde (Ältester Donauschotter auf der Strecke Immendingen–Ulm). Danach studierte er noch an der Albert-Ludwigs-Universität Freiburg weiter, um sich in Petrographie weiterzubilden. 1904 wurde er Assistent von Ernst Anton Wülfing am Geologisch-Mineralogischen Institut der TH Danzig, die damals neu gegründet wurde und wo er in den Aufbau des Fachbereichs eingebunden war. 1907 musste er sich in der Schweiz kurieren wegen einer Otosklerose, die ihn im Lauf seines Lebens schließlich völlig ertauben ließ. Er wurde 1908 Assistent von Eberhard Fraas im Königlichen Naturalienkabinett Stuttgart und war an paläontologischen Ausgrabungen eiszeitlicher Säugetiere in Steinheim an der Murr beteiligt, darunter Riesenhirsche und ein Mammut, das 1910 in Stuttgart im Museum ausgestellt wurde. 1911 wurde er Assistent von Wilhelm von Branca im Geologisch-Paläontologischen Institut und Museum der Humboldt-Universität Berlin. Er blieb dort den Rest seiner Karriere, wurde Chef-Assistent und Kurator (nach von Branca unter Josef Felix Pompeckj und Hans Stille). 1959 ging er in den Ruhestand. Er arbeitete aber weiter am Institut, in dessen Kellerräume er nach einer Ausbombung im Zweiten Weltkrieg gezogen war. Er starb an Lungenentzündung.
Neben der Säugetier-Paläontologie befasste er sich in den Sammlungen des Museums auch mit Foraminiferen, Korallen, Muscheln und Schnecken. Bei den Säugetieren bevorzugte er die afrikanische Fauna aus dem Tertiär und Quartär, besonders Elefanten, Raubtiere und Huftiere, aber auch Affen und Nagetiere, wobei er die Tendaguru-Expeditionen und andere Expeditionen wie die von Kohl auswertete. Über lange Jahre schrieb er Berichte über neue Säugetierfossilfunde im Neuen Jahrbuch für Mineralogie, Geologie und Paläontologie.
1957 erhielt er die Hans-Stille-Medaille. 1942 wurde er Ehrenmitglied der Paläontologischen Gesellschaft und er war Ehrenmitglied des Vereins für vaterländische Naturkunde Württemberg (1956) und des Oberrheinischen Geologischen Vereins (1959). 1962 wurde er mit dem Vaterländischen Verdienstorden in Silber ausgezeichnet.
Er heiratete 1921 Lotte Trendelenburg; der gemeinsame Sohn fiel im Zweiten Weltkrieg an der Ostfront.